# Le Sommet des Diablerets
Le Sommet des Diablerets är en bergstopp i Schweiz. Den ligger i distriktet Conthey och kantonen Valais, i den sydvästra delen av landet, 70 km söder om huvudstaden Bern. Toppen på Le Sommet des Diablerets är 3 216 meter över havet. Le Sommet des Diablerets ingår i bergsmassivet Les Diablerets.